# 모리 게이스케
모리 게이스케(일본어: 森 惠佑 1980년 4월 17일 ~ )는 일본의 전 축구 선수이다.

## 구단 경력
과거 사간 도스, 알로스 호쿠리쿠, 미토 홀리호크에서 활동하였다.